# Paleoclima

Contenido de oxígeno atmosférico en los últimos mil millones de años.

El Paleoclima, palabra compuesta del griego "paleo": pasado, antiguo y clima, es el estudio de los climas sucedidos hace muchos años. Es el clima que existió antes de que fuéramos capaces de usar tecnología que nos permitiera analizar el mismo. Los paleoclimatólogos, para llevar a cabo sus estudios, en vez de usar técnicas instrumentales, se valen de los registros ambientales naturales, (llamados proxy), para averiguar el clima existente en el pasado.
La información se puede extraer de diversos proxys:
- Núcleos de hielo.
- Los corales.
- Espeleotemas.
- Anillos de los troncos de los árboles.
- Del polen.
- De las varvas.

## Núcleos de hielo
Se consiguen perforando en las regiones polares y en capas de hielo y glaciares montañosos de bajas latitudes. Como indicadores podemos encontrar: isotopos de oxígeno, concentraciones de metano y polvo, entre otros.

## Corales
De ellos podemos obtener información de las zonas poco profundas del océano, como la temperatura y la salinidad, a través de varios siglos en el pasado.

## Espeleotemas
Son los depósitos minerales formados por las aguas del subsuelo en las cavernas subterráneas. Por ejemplo, estalagmitas, estalactitas, y otras formaciones similares se pueden dividir en bandas anuales de información o contener componentes fácilmente identificables gracias al uso de la radiometría.

## Anillos
Cuando se realiza un corte transversal a un árbol, se pueden observar las diferentes etapas de crecimiento del mismo de forma anual. Según las características del anillo, grosor, color, textura, etc., podemos saber las condiciones climatológicas por las que pasó año tras año.

## Polen
Los granos de polen, arrastrados por el viento y sumergidos en los lagos, se acumulan entre los sedimentos y nos ofrecen la oportunidad de conocer la vegetación pasada. Los diferentes tipos de polen nos enseñan una fotografía de la vegetación que rodeaba el lago, y con ello las condiciones climatológicas idóneas para esa vegetación.

## Varvas
Se trata de una superposición de láminas sedimentarias. Analizándolas podemos apreciar distintos procesos geológicos ocurridos en una época determinada y los efectos de la remodelación del paisaje. Además, junto con el fenómeno del polvo en suspensión, incluso se puede saber en qué momento entró en erupción un volcán determinado y el alcance de sus materiales (ceniza, etc.).